# Manèl Zabala Sánchez
Manèl Zabala Sánchez (Barcelona, 1968) és un periodista i escriptor català.
És col·laborador dels suplements culturals dels diaris Avui i La Vanguardia, també és productor, redactor i presentador d'Infòc, un informatiu cultural en llengua occitana que s'emet setmanalment a Barcelona Televisió. És autor dels llibres de relats Ieu sabi un conte... (2001, Premi de la Crítica Serra d'Or) i Massa cafè (2003, Nuevo Talento FNAC), així com de la novel·la infantil El camaleó, el gripau i la vella Serengueti (1997). Ha editat l'antologia Contes d'Occitània (2004) i els seus relats han estat publicats, en versió castellana, a Espanya i a Mèxic.